# 阿戈斯蒂诺·利韦基
阿戈斯蒂诺·利韦基（義大利語：Agostino Li Vecchi，1970年10月24日—），出生于科森扎，意大利前男子篮球运动员。他曾代表意大利获得2000年夏季奥运会男子篮球比赛第五名。